# IGSF23
IGSF23 (англ. Immunoglobulin superfamily member 23) – білок, який кодується однойменним геном, розташованим у людей на довгому плечі 19-ї хромосоми. Довжина поліпептидного ланцюга білка становить 192 амінокислот, а молекулярна маса — 20 591.
| 10         |  | 20         |  | 30         |  | 40         |  | 50         |
| ---------- |  | ---------- |  | ---------- |  | ---------- |  | ---------- |
| MRAKPQSPLP |  | RNPVPAWSPP |  | TTTTDPMLEK |  | DAAGGDFPAN |  | LVLQLMPLKT |
| FPAAIRGVIQ |  | SELNYSVILQ |  | WVVTMDPEPV |  | LSWTFSGVPC |  | GMGEKLFIRR |
| LSCEQLGTYM |  | CIATNSKKQL |  | VSEPVTISLP |  | KPIMQPTEAE |  | PMEPDPTLSL |
| SGGSAIGLLA |  | AGILGAGALI |  | AGMCFIIIQS |  | LRTDRQRIGI |  | CS         |

A: Аланін

C: Цистеїн

D: Аспарагінова кислота

E: Глутамінова кислота

F: Фенілаланін

G: Гліцин

I: Ізолейцин

K: Лізин

L: Лейцин

M: Метіонін

N: Аспарагін

P: Пролін

Q: Глутамін

R: Аргінін

S: Серин

T: Треонін

V: Валін

W: Триптофан

Локалізований у мембрані.